# A. O. Walworth & Company
A. O. Walworth & Company war ein US-amerikanischer Hersteller von Automobilen.

## Unternehmensgeschichte
Aso L. Walworth leitete das Unternehmen mit Sitz in Chicago in Illinois. 1904 begann die Produktion von Automobilen. Der Markenname lautete Walworth. Anfang 1905 sorgte ein Feuer für großen Schaden. Im Frühjahr 1905 verkaufte Walworth alles an George E. Bignall.

## Fahrzeuge
Im Angebot stand nur ein Modell. Es hatte einen Zweizylindermotor mit 14 PS Leistung. Er trieb über ein Zweigang-Planetengetriebe und eine Kardanwelle die Hinterachse an. Der Prototyp hatte ein Fahrgestell mit 193 cm Radstand. Bei den Serienmodellen war der Radstand auf 203 cm verlängert worden. Der Aufbau war ein Tonneau mit Hecktür. Der Neupreis betrug 1500 US-Dollar.